# Mariela Fasula
Maria-Emmanuela „Mariela” Fasula (grec. Μαριέλλα Φασούλα; ur. 2 września 1997 w Amarusio) – grecka koszykarka, występująca na pozycjach silnej skrzydłowej lub środkowej, reprezentantka kraju, od 2021 zawodniczka Perfumerias Avenida Salamanka.

## Osiągnięcia
Stan na 7 kwietnia 2025, na podstawie, o ile nie zaznaczono inaczej.

### NCAA
- MVP:
  - turnieju Husky Classic (2020)
  - tygodnia konferencji Southeastern (SEC – 23 grudnia 2019)
- Zaliczona do:
  - I składu:
    - debiutantek ACC (2016)
    - turnieju Junkanoo Jam (2020)

  - II składu SEC (2019)
  - składu SEC Academic honor roll (2020)

### Drużynowe
- Mistrzyni Hiszpanii (2022)
- Wicemistrzyni:
  - Hiszpanii (2023, 2024)
  - Grecji (2014)
- 3. miejsce w Eurolidze (2022)
- Zdobywczyni Pucharu Hiszpanii (2022)
- Finalistka:
  - Pucharu Hiszpanii (2023, 2025)
  - Superpucharu Hiszpanii (2021, 2023)
- Uczestniczka rozgrywek Euroligi (od 2021)

### Reprezentacja
Seniorska
- Uczestniczka:
  - mistrzostw:
    - świata (2018 – 11. miejsce)
    - Europy (2015 – 10. miejsce, 2017 – 4. miejsce, 2021 – 16. miejsce, 2023 – 11. miejsce)

  - kwalifikacji do mistrzostw Europy (2017, 2019, 2021, 2023)

Młodzieżowe
- Wicemistrzyni Europy U–20 dywizji B (2015)
- Uczestniczka mistrzostw:
  - Europy: 
    - U–20 (2016 – 14. miejsce)
    - U–18 (2014 – 14. miejsce)
    - U–16 (2012 – 10. miejsce, 2013 – 11. miejsce)
    - U–20 dywizji B (2015, 2017 – 5. miejsce)